# كينغ برادي
كينغ برادي (بالإنجليزية: King Brady) هو لاعب كرة قاعدة أمريكي، ولد في 28 مايو 1881 في إلمر في الولايات المتحدة، وتوفي في 21 أغسطس 1947 في ألباني في الولايات المتحدة.

## وصلات خارجية
- كينغ برادي على موقعبيزبول رفرنس.كوم (الدوري الرئيسي) (الإنجليزية)
- كينغ برادي على موقعبيزبول رفرنس.كوم (الدوري الثانوي) (الإنجليزية)
- كينغ برادي على موقع مشجعي الرسوم البيانية (الإنجليزية)